# إريك هانوشيك
إريك ألان هانوشيك (وُلد في 22 مايو 1943)؛ اقتصادي اهتم بالكتابة حول السياسات العامة مع تركيز خاص على اقتصاد التعليم. منذ عام 2000، يشغل منصب كرسي زمالة بول وجين هانا في معهد هوفر، وهو مجمع تفكير أمريكي يعنى بالسياسات العامة يقع في جامعة ستانفورد بكاليفورنيا. حصل على جائزة ييدان لأبحاث التعليم في عام 2021.
يركز هانوشيك في كتاباته وأبحاثه على دور التحليل الاقتصادي في تحسين أداء الطلاب. كتب العديد من المقالات المرجعية حول تأثير تقليل حجم الفصول الدراسية، والمساءلة عالية المجازفة، وفعالية المعلمين، ومواضيع تعليمية أخرى. في ورقة بحثية نُشِرت في عام 1971، قدم مفهوم تقييم فعالية المعلمين على أساس مكاسب تعلم الطلاب. هذه الفكرة أساس تقييم قيمة الإضافة لجودة المعلم. في كتابه الأخير بعنوان «رأس المال المعرفي للأمم»، أشار هانوشيك إلى أن جودة التعليم تلعب دورًا هامًا في تحقيق النمو الاقتصادي.
يتحدث هانوشيك في منصات الرأي بانتظام لصالح جريدة وول ستريت جورنال، يظهر في العديد من المسائل القضائية كشاهد خبير مدفوع الأجر، حيث يقدم شهاداته لصالح الدولة في دعاوى قضائية حركها مدعوون يحاولون تحقيق المساواة في التمويل بين مدارس المقاطعات.

## النشاطات، والتعيينات، والجوائز
في عام 1965، حصل هانوشيك على درجة البكالوريوس في العلوم من أكاديمية القوات الجوية الأمريكية، وفي عام 1968، حصل على درجة الدكتوراه في الاقتصاد من معهد ماساتشوستس للتكنولوجيا. بعد ذلك، قدم خدمته في سلاح الجو الأمريكي بين عامي 1961 و1974. عمل هانوشيك محاضرًا في أكاديمية القوات الجوية الأمريكية (1968-1973) وفي جامعة ييل (1975-1978)، وعيّن في منصب أستاذ للاقتصاد والسياسات العامة في جامعة روتشستر بين عامي 1978 و2000.
هانوشيك عضو في فريق عمل كوريت في معهد هوفر، والذي يضم أعضاء مثل كارولين إم. هوكسبي وبول إي. بيترسون، ويؤيدون المساءلة في المدارس، وحوافز المعلمين، والمدارس المستقلة والقسائم التعليمية. عين هانوشيك موظفًا رئيسيًا في مجلس إدارة المجلس الوطني لعلوم التعليم الذي يوافق على أولويات البحث في معهد علوم التعليم التابع لوزارة التعليم الأمريكية، وكان رئيس المجلس بين عامي 2008 و2010. بين عامي 2011 و2013، شارك في لجنة المساواة والتميز التابعة لوزارة التعليم الأمريكية. هو أيضًا أستاذ بحثي في معهد إفو لأبحاث الاقتصاد (جامعة ميونيخ) ومنسق المنطقة لاقتصاد التعليم في شبكة بحوث سيسيفو. بالإضافة إلى ذلك، هو باحث مشارك في المكتب الوطني للبحوث الاقتصادية وزميل بحوث في معهد دراسات العمل. شغل هانوشيك مناصب هامة في حكومة الولايات المتحدة الفيدرالية، حيث كان نائب المدير في مكتب الميزانية التابع للكونغرس واقتصادي أول في مجلس المستشارين الاقتصاديين واقتصادي كبير في مجلس تكلفة المعيشة. على مستوى الولايات، عين إلى لجان استشارية للتعليم من قبل حاكمي ولايتي كاليفورنيا وتكساس.
حصل هانوشيك على جائزة للمنحة العلمية من معهد توماس ب. فوردهام (مركز أبحاث) في عام 2004.

## حياته الشخصية
هانوشيك متزوج من مارغريت (ماك) ريموند، وهي المديرة لمركز أبحاث نتائج التعليم في جامعة ستانفورد. يصدر المركز بإصدار العديد من الدراسات حول أداء المدارس المستقلة في الولايات المتحدة.

## شاهد خبير
منذ أوائل السبعينيات، عندما قدم مدعون دعاوى قضائية تسعى إلى إلغاء تمويل المدارس بناءً على الضرائب المحلية كوسيلة غير عادلة، استدعي هانوشيك للشهادة بوصفه شاهدًا خبيرًا دفاعًا عن الموقف الحكومي. شهد هانوشيك بأن المشكلة في المدارس ليست غياب التمويل بقدر ما هي قلة الكفاءة، وأكد على أن زيادة التخصيصات أو التسعير المتساوي قد يكونان إضاعة للموارد، إذ تظهر تحليلاته أن زيادة التمويل تؤدي إلى نتائج متباينة. بدلًا من التسعير المتساوي بين المقاطعات، يوصي هانوشيك بإدخال اختبارات القيمة المضافة لتحديد وإزالة المعلمين الذين يحققون أداءً ضعيفًا، وبزيادة المساءلة، واستخدام القسائم التعليمية والمدارس المستقلة لتقديم خيارات للآباء والأمهات بناءً على السوق. يصف هانوشيك أولئك الذين يعارضون هذه الإجراءات بأنهم يرغبون في حماية المصالح الخاصة والمواضيع المقدسة، ويتهمهم بالرغبة في الحفاظ على الوضع الراهن. يخص هانوشيك نقابات المعلمين بين المصالح المتجذرة أو الخاصة التي تعارض الإجراءات الموصى بها. من بين 20 دعوى قضائية لتمويل المدارس التي شهد هانوشيك في مختلف الأعوام، دعوى سيرانو ضد بريست (1973) في كاليفورنيا، ودعوى مجلس التعليم بمقاطعة سومرس ضد هورنبيك في ميريلاند (1980)، ودعوى أبوت ضد بيرك (1987) في نيوجيرسي. استُشهِد بالمذكرة الاحتجاجية الخاصة به في قضية هورن ضد فلوريس التي صدر حكم المحكمة العليا الأمريكية بها بنسبة خمسة أصوات مقابل أربعة في عام 2009. استشهدت المحكمة في قرارها بدعم هانوشيك وليندسيث في رأي الأغلبية كتبها القاضي صموئيل أليتو، بأنه عند تقييم إجراءات الدولة، ينبغي التركيز على نتائج الطلاب بدلًا من عدم المساواة في الإنفاق وغيرها من المدخلات إلى المدارس.
في عام 2011، كان هانوشيك الشاهد الخبير المركزي للدفاع في قضية لوباتو ضد ولاية كولورادو، التي اشتهرت بذلك الاسم نسبة لتايلور لوباتو، والتي في عام 2005 كانت طالبة في المدرسة المتوسطة عندما رفع والداها دعوى قضائية ادعوا فيها أن منطقة مدرستها في وادي سان لويس في كولورادو تعاني من نقص في التمويل مقارنة بالمناطق الأكثر ثراءً. في هذه القضية، أصدرت القاضية شيلا رابابورت، قاضية محكمة دنفر، قرارًا يتكون من 189 صفحة يرفض فيه الحجج المقدمة من قِبل الدولة، وتكتب فيه أن: «تحليل الدكتور هانوشيك بأن هناك علاقة ضئيلة في كولورادو بين الإنفاق والإنجاز يتعارض مع الشهادات والأدلة الوثائقية من العديد من المعلمين المحترمين في الولاية، ويتعارض مع المنطق، وهو مشوب بالأخطاء الإحصائية». في عام 2013، عكست المحكمة العليا في كولورادو مفعول رأي القاضية رابابورت وألغت رأي المحكمة الدورية بالكامل.
من جانبه، يؤكد هانوشيك أن قرارات المحاكم الولائية والفيدرالية التي ترفض الدعاوى المتعلقة بالتمويل المتساوي قد تكون مبررة لأنها قد تقنع المشرعين بتبني الإصلاحات الأكثر «تحديًا» والتي قد تؤدي فعلًا إلى تحسين أداء الطلاب. هكذا، يروج هانوشيك لفكرة أن قرارات المحاكم قد تكون وسيلة للضغط على السلطات التشريعية لتبني إصلاحات جذرية قد تحقق تحسينًا فعليًا في أداء الطلاب.

## الأبحاث
بهذا النموذج الذي اقترحه هانوشيك في أطروحته لنيل درجة الدكتوراه، قدم نموذجًا وصف بـ«وظيفة الإنتاج التعليمية» لتحليل قضايا التعليم. يفترض هذا النموذج تمييزًا واضحًا بين المدخلات في التعليم - بما في ذلك العوامل الأسرية والحيوية والأقران - ونتائج التعليم - والتي غالبًا ما تُقاس من خلال تحصيل الطلاب، واستمرارهم في المدرسة، أو في نهاية المطاف الدخل والتوظيف. بحسب هانوشيك، عند تحويل هذا النموذج إلى صيغة القيمة المضافة الشائعة، يمكن للنموذج تحديد تأثير الموارد الإضافية، مع مراعاة التحصيل السابق وعوامل غير مدرسية أخرى.